# Џон Хајтинга
Џон Гајсберт Алан Хајтинга (хол. John Gijsbert Alan Heitinga; Алфен ан ден Рајн, 15. новембар 1983) је бивши холандски фудбалер и репрезентативац.

## Каријера
За први тим Ајакса дебитовао је 26. августа 2001. у утакмици против Фајенорда. Свој први погодак постигао је против АДО Ден Хага, 23. новембра 2003. Убрзо је постао саставни део прве поставе тренера Коа Андријанса, а потом и Роналда Кумана. У кратком времену је имао две повреде колена, па је са терена одсуствовао дуже време. У тим се вратио почетком сезоне 2003/04. и поново заузео место у стартној постави. Те сезоне осваја награду за холандског младог талента године, а сезоне 2007/08 за холандског играча године.
Дана 25. марта 2008. потписује уговор са Атлетико Мадридом вредан око 10 милиона долара. За Атлетико је одиграо 28 утакмица и постигао 3 гола. Августа 2009. прелази у енглески ФК Евертон.

## Репрезентација
Хајтинга дебитује за репрезентацију 18. фебруара 2004. у утакмици против САДа. Неколико месеци касније постигао је свој први погодак у пријатељској утакмици против Грчке. У припремама за Светско првенство 2006., 1. јуна 2006. постигао је погодак у 53. минуту против Мексика. Учествује и на наредном Светском првенству 2010. у Јужноафричкој Републици.
| #   | Датум     | Утакмица                         | Резултат | Такмичење                 | Голови |
| --- | --------- | -------------------------------- | -------- | ------------------------- | ------ |
| 1.  | 18-02-'04 | Холандија - Сједињене Државе     | 1-0      | Пријатељска               | 0      |
| 2.  | 31-03-'04 | Холандија - Француска            | 0-0      | Пријатељска               | 0      |
| 3.  | 28-04-'04 | Холандија - Немачка              | 4-0      | Пријатељска               | 1      |
| 4.  | 29-05-'04 | Холандија - Белгија              | 0-1      | Пријатељска               | 0      |
| 5.  | 01-06-'04 | Холандија - Фарска Острва        | 3-0      | Пријатељска               | 0      |
| 6.  | 05-06-'04 | Холандија - Ирска                | 0-1      | Пријатељска               | 0      |
| 7.  | 15-06-'04 | Немачка - Холандија              | 1-1      | ЕП 2004. (групна фаза)    | 0      |
| 8.  | 19-06-'04 | Холандија - Чешка                | 2-3      | ЕП 2004. (групна фаза)    | 0      |
| 9.  | 26-06-'04 | Шведска - Холандија              | 0-0      | ЕП 2004. (четвртфинале)   | 0      |
| 10. | 18-08-'04 | Шведска - Холандија              | 2-2      | Пријатељска               | 0      |
| 11. | 08-09-'04 | Холандија - Чешка                | 2-0      | Квалификације за ЕП 2004. | 0      |
| 12. | 13-10-'04 | Холандија - Финска               | 3-1      | Квалификације за ЕП 2004. | 0      |
| 13. | 09-02-'05 | Енглеска - Холандија             | 0-0      | Пријатељска               | 0      |
| 14. | 04-06-'05 | Холандија - Румунија             | 2-0      | Квалификације за СП 2006. | 0      |
| 15. | 08-06-'05 | Финска - Холандија               | 0-4      | Квалификације за СП 2006. | 0      |
| 16. | 17-08-'05 | Холандија - Немачка              | 2-2      | Пријатељска               | 0      |
| 17. | 01-06-'06 | Холандија - Мексико              | 2-1      | Пријатељска               | 1      |
| 18. | 04-06-'06 | Холандија - Аустралија           | 1-1      | Пријатељска               | 0      |
| 19. | 11-06-'06 | Холандија - Србија и Црна Гора   | 1-0      | СП 2006. (Група Ц)        | 0      |
| 20. | 16-06-'06 | Холандија - Обала Слоноваче      | 2-1      | СП 2006. (Група Ц)        | 0      |
| 21. | 25-06-'06 | Португалија - Холандија          | 1-0      | СП 2006. осмина финала    | 0      |
| 22. | 16-08-'06 | Ирска - Холандија                | 0-4      | Пријатељска               | 0      |
| 23. | 02-09-'06 | Луксембург - Холандија           | 0-1      | Квалификације за ЕП 2008. | 0      |
| 24. | 06-09-'06 | Холандија - Белорусија           | 3-0      | Квалификације за ЕП 2008. | 0      |
| 25. | 28-03-'07 | Словенија - Холандија            | 0-1      | Квалификације за ЕП 2008. | 0      |
| 26. | 02-06-'07 | Јужна Кореја - Холандија         | 0-2      | Пријатељска               | 0      |
| 27. | 06-06-'07 | Тајланд - Холандија              | 1-3      | Пријатељска               | 1      |
| 28. | 22-08-'07 | Швајцарска - Холандија           | 2-1      | Пријатељска               | 0      |
| 29. | 08-09-'07 | Холандија - Бугарска             | 2-0      | Квалификације за ЕП 2008. | 0      |
| 30. | 13-10-'07 | Румунија - Холандија             | 1-0      | Квалификације за ЕП 2008. | 0      |
| 31. | 17-10-'07 | Холандија - Словенија            | 2-0      | Квалификације за ЕП 2008. | 0      |
| 32. | 06-02-'08 | Хрватска - Холандија             | 0-3      | Пријатељска               | 1      |
| 33. | 26-03-'08 | Аустрија - Холандија             | 3-4      | Пријатељска               | 1      |
| 34. | 24-05-'08 | Холандија - Украјина             | 3-0      | Пријатељска               | 0      |
| 35. | 29-05-'08 | Холандија - Данска               | 1-1      | Пријатељска               | 0      |
| 36. | 01-06-'08 | Холандија - Велс                 | 2-0      | Пријатељска               | 0      |
| 37. | 10-06-'08 | Холандија - Италија              | 3-0      | ЕП 2008. (Група Ц)        | 0      |
| 38. | 17-06-'08 | Холандија - Румунија             | 2-0]     | ЕП 2008. (Група Ц)        | 0      |
| 39. | 21-06-'08 | Холандија - Русија               | 1-3      | ЕП 2008. (Група Ц)        | 0      |
| 40. | 20-08-'08 | Русија - Холандија               | 1-1      | Пријатељска               | 0      |
| 41. | 06-09-'08 | Холандија - Аустралија           | 1-2      | Пријатељска               | 0      |
| 42. | 10-09-'08 | Република Македонија - Холандија | 1-2      | Квалификације за СП 2010. | 1      |
| 43. | 19-11-'08 | Холандија - Шведска              | 3-1      | Пријатељска               | 0      |
| 44. | 11-02-'09 | Тунис - Холандија                | 1-1      | Пријатељска               | 0      |
| 45. | 11-02-'09 | Исланд - Холандија               | 1-2      | Квалификације за СП 2010. | 0      |
| 46. | 10-06-'09 | Холандија - Норвешка             | 2-0      | Квалификације за СП 2010. | 0      |
| 47. | 12-08-'09 | Холандија - Енглеска             | 2-2      | Пријатељска               | 0      |
| 48. | 10-10-'09 | Аустралија - Холандија           | 0-0      | Пријатељска               | 0      |
| 49. | 14-11-'09 | Италија - Холандија              | 0-0      | Пријатељска               | 0      |
| 50. | 18-11-'09 | Холандија - Парагвај             | 0-0      | Пријатељска               | 0      |
| 51. | 03-03-'10 | Холандија - Сједињене Државе     | 2-1      | Пријатељска               | 0      |
| 52. | 26-05-'10 | Холандија - Мексико              | 2-1      | Пријатељска               | 0      |
| 53. | 01-06-'10 | Холандија - Гана                 | 4-1      | Пријатељска               | 0      |
| 54. | 05-06-'10 | Холандија - Мађарска             | 6-1      | Пријатељска               | 0      |
| 55. | 14-06-'10 | Холандија - Данска               | 2-0      | СП 2006. (Група Е)        | 0      |
| 56. | 19-06-'10 | Холандија - Јапан                | 1-0      | СП 2006. (Група Е)        | 0      |
| 57. | 24-06-'10 | Камерун - Холандија              | 1-2      | СП 2006. (Група Е)        | 0      |

## Награде

#### Ајакс
- Ередивизија: 2001/02, 2003/04
- Куп Холандије: 2002, 2006, 2007.
- Суперкуп Холандије: 2005, 2006, 2007.

#### Индивидуално
- Холандски најбољи млади таленат: 2003/04
- Холандски играч године: 2007/08